# Игор Антић
Игор Антић (Нови Сад, 1962) српски је визуелни уметник и академски вајар, који иако живи и ради у Паризу своја уметничка дела ствара између Новог Сада и Париза.
Након што је 1980-их година, ступио на новосадску уметничку сцену сликама у духу (нео)експресионистичке уметности тог периода, временом се Игор исказао као мултимедијални уметник који се изражава сликама, цртежима, видеом, фотографијама и амбијенталним поставкама.

## Живот и каријера
Рођен је у Новом Саду као једно од шесторо деце од оца признатог српског песника Мирослава Антића, и мајке Светлане примењене уметнице. Они су своју љубав према књижевности, сликарству, новинарству и филму пренели и на свог сина Игора. Иако се ради о сасвим различитим приступима уметности, између оца, мајке и сина постоји и низ сродних елемената који повезују ову породицу стваралаца која је свакако поставила више него добре темеље на којима Игор веома успешно већ деценијама корача.
Пре него што је одлучио да се посвети уметности, Игор се двадесет година бавио џудоом...иако су сви очекивали да собзиром да потиче из уметничке породице постане уметник. Стицајем околности, иако је био активни спортиста, након повреде коју је задобио, Игор је схватио да више не може да се бави спортом. Тада се дефинитивно определио за уметност, коју је потсветсно заволео док је сазревао као личност окружен уметничким делима у атељеу његовог оца на Петроварадинској тврђави и у атмосфери породичне свакодневнице у којој је одрастао, са очевим сликама које је волео и имао прилику да види како оне настају и чиме су инспирисане... Тако је временом заволео не само да се бави уметношћу, већ и да воли и друге уметнике са којима се дружио у очевом атељеу. Међутим на питање колико његово уметничко стваралаштво има додира са очевим достигнућима, Игор Антић каже...да је током свих ових година, колико је посвећен уметности, спомињао разне узоре и изворе идеја, али ни једном уметнички рад оца Мике.
Дипломирао је 1988. године на сликарском одсеку Академија уметности Универзитета у Новом Саду. Потом се усавршавао у Националној школи лeпих уметности у Паризу (фр. Ecole Nationale Supérieure des Beaux-Arts), атељеу Владимира Величковића и на Институту за високе студије ликовних уметности (фр. Institut des Hautes Études en Arts Plastiques) у Паризу, под управом Понтуса Хултена.
Током ратова на простору бивше Југославије, основао је 1995. године Центар сусретa „Покрет“ у Новом Саду. Обављао је улогу селектора 11. Бијенала визуелних уметности „Вредности” у Панчеву, 2004. године. и изложбе „Вредности” у ADDC-у, у Перигеу 2005. године.
Живи у Паризу у коме се до 2016. године бавио праксом кустоса и координатора уметничког програма у Простору савремене уметности кампуса HEC у Паризу.

## Ликовно стваралаштво
Игор Антић је ликовно стваралаштво започео као сликар, а потом и као вајар, јер га је занимало да ради на проблему организовања дводимензионалног пиктуралног простора, који је заправо простор једне слике. Када је сватио...да у тренутку када уметничко дело изађе из атељеа, оно губи аутономију и долази у корелацију са свиме што га окружује, Игор се заинтересовао за место уметничког предмета у изложбеном или било ком простору.
Живећи и стварајући између Новог Сада и Париза, временом се заинтересовао за савремену политичку и економску ситуацију и у својим уметничким делима тежи да истражи и истакне економске и политичке снаге које делују у датом контексту.
Он ствара слике, објекте и ситуације као „мреже за читање“ кроз које се појављује друштвени и културни контекст изабраног места. Овај процес Игоровог уметничког стварања отвара многа питања везана за услове стварања у уметности, и уопште за услове у њеном кружењу.
Од средине 1990-их година Игор Антић своју уметничку праксу заснива на уметности ин ситу, креацијама односно делима које непосредно реализује у јавном простору (екстеријеру или ентеријеру) реагујући на садржај тог простора, његов контекст, предисторију или функцију. У оквиру овог периода стваралаштва уметник је до сада реализовао двадесетак оригиналних радова на исто толико различитих места, постављајући нека од питања из домена филозофије уметности.
Близак кругу постминималиста и заговорник посебне културе интердисциплинарног мишљења и приступа уметности према речима Јеленe Кривокапић историчара уметности, Игор Антић...од почетка 90-их негује посебан стил у оквиру Института за високе студије ликовних уметности у Паризу, стварајући у кругу њених најближих сарадника окупљених око Понтуса Хултена, Сержа Фошрoа и Данијела Бирена – од почетних студија класичног сликарства, Игор Антић развија проширени језички модел уметности и временом профилише јединствене прототипове својих ин ситу инсталацијa. Ове инсталације у простору могу се схватити као ситуационe „неуобичајености” (диверзија?) конвенционалних линија пролаза, устаљених традиција мишљења или места комуникативне размене јавног простора.

## Изложбе
Од 1990. године Игор Антић је реализовао преко три стотине групних и самосталних презентација у угледним институцијама и на фестивалима савремене визуелне уметности у Србији, Француској, Шведској, Русији, Аустрији, Белгији, Грчкој, Румунији, Немачкој, Канади, Словенији, Албанији, Бугарској, Италији, Исланду, Италији, Бразилу, Тајвану, Jaпaну, Сједињеним Америчким Државама.

## Признања
Игор Антић је добитник следећих признања:
- 2000. Стипендије фондације Полок-Краcнер у Њујорку
- 2004. Награде Океанографског музеја у Монаку
- 2018. Награде Сава Шумановић за савремену уметност у Новом Саду[10]